# Eutreta simplex
Eutreta simplex är en tvåvingeart som beskrevs av Thomas 1914. Eutreta simplex ingår i släktet Eutreta och familjen borrflugor. Inga underarter finns listade i Catalogue of Life.